# Amancio Prada
Amancio Prada (Ponferrada, Castela e Leão, Espanha em 05 de Fevereiro de 1949), de fala Língua galega, filho de camponeses, é um destacado cantautor espanhol.

## Trajetória
Estudou Sociologia na Universidade da Sorbonne (Paris). Ali mesmo, na França, já se deu a conhecer aparecendo na televisão e nas rádios francesas, e mesmo gravou o seu primeiro disco Vida e morte. A partir de aqui começou uma longa etapa de produção de discos, junto com numerosas actuações por todo o mundo, pois participou em concertos por todo o território espanhol e internacional (Roma, Estocolmo, Genebra, Buenos Aires, Nova York, Lisboa, Caracas, Porto, Chicago, México, Rabat, Colónia, Utrecht, Ravena, Atenas, Bruxelas, Medellín, Brasil...)
Amancio Prada pode-se considerar um embaixador da lírica galega e portuguesa no mundo (Rosalia de Castro, Álvaro Cunqueiro, diversos trovadores galaico-portugueses, canções populares galegas, etc), razão que o júri deu para que ganhasse o XXI Prémio Celanova - Casa dos Poetas - em 2005 ou o Premio Xarmenta em 2006.

## Discografia
- Vida e morte (1974), o seu primeiro disco.
- Rosalía de Castro (1975)
- Caravel de caraveles
- Canciones de amor y celda
- Leliadoura (homenagem aos trovadores galaico-portugueses medievais).
- Cántico espiritual (homenagem a San Juan de la Cruz).
- Canciones y Soliloquios (poemas de Agustín García Calvo).
- De la mano del aire (1984)
- Dulce vino de olvido (1985)
- Sonetos de amor oscuro (1986), baseado en poemas de F. García Lorca.
- A dama e o cabaleiro (1987), baseado na poesía neo-trovadoresca de Álvaro Cunqueiro.
- Navegando la noche (1988)
- Trovadores, místicos y románticos (1990), disco duplo.
- Emboscados (1994)
- Rosas a Rosalía (1997), conjuntamente com a Orquestra Real Filharmonia da Galiza.
- 3 poetas en el círculo (1998), en homenagem a Cunqueiro, García Lorca e García Calvo. É a sua primeira gravaçâo em vivo e directo.
- De mar e terra (1999), baseado na tradiçâo oral em galego.
- Escrito está (2001)
- Canciones del alma (2003), disco-livro, dedicado a textos de San Juan de la Cruz.
- Sonetos y canciones de Federico García Lorca (2004), o seu segundo disco-livro.
- Hasta otro día, Chicho (abril de 2005), disco-livro dedicado a Chicho Sánchez-Ferlosio.

## Prêmios e distinções
- "Galleta de oro"  Festival de la juventud, Alar del Rey, 1969 e 1970
- I Premio Festival de vilancicos novos, Pamplona, 1975 e 1976
- Medalla Antena 3 Radio, 1982
- Medalla COPE, 1986
- Once galegos de hoxe, 1987
- Medalla IV Centenario San Juan de la Cruz, 1991
- Medalla Castelao, Xunta de Galicia, 1995
- Sócio de Honra do Instituto de Estudios Bercianos
- Sócio de Honra do Centro Galego de Córdoba
- Disco Ideal, 1997 por Rosas a Rosalía
- Premios Clínica San Francisco, 1997. XXVIII aniversario
- Leonés do Ano, 1999
- Medalla de ouro do Círculo de Belas Artes de Madrid, 2001
- Premio Trovador, Festival de Alcañiz, 2002
- Premio das Artes "Gil y Carrasco", Ponferrada, 2003
- Castaña de Ouro (1ª Edición, 2004, de Prada a Tope)
- Premio Celanova Casa dos Poetas. Fundación Curros Enríquez, Celanova, 2005
- Premio Castela e León das Artes, 2005
- Premio Xarmenta 2006